# Bombylius rhea
Bombylius rhea är en tvåvingeart som beskrevs av Neal L. Evenhuis 1984. Bombylius rhea ingår i släktet Bombylius och familjen svävflugor. Inga underarter finns listade i Catalogue of Life.